# Two for the Road
"Two for the Road" (titulado "Dos en la carretera" en España y "Dos en el camino" en Hispanoamérica) es el vigésimo episodio de la segunda temporada de la serie de televisión Lost. Jack y Kate transportan a un exhausto Michael al campamento, quien da noticias sobre la realidad de Los Otros. Ana Lucía es atacada por Henry Gale y piensa en matarlo, y Hurley prepara su cita con Libby. El flashback está centrado en Ana Lucía Cortez.

## Trama
Ana Lucía visita a Henry Gale, que ha iniciado una huelga de hambre y se niega a hablar con sus captores. En el intercambio de platos, se confía, cosa que aprovecha Henry para atacarla y tratar de matarla, cosa que habría conseguido sin esfuerzo si no es por la aparición de Locke con sus muletas. Los perdidos deciden atar a Gale de pies y manos.
Michael ha regresado y tras pasar unas horas inconsciente y malherido, despierta para contar a sus amigos que tras mucho deambular por la isla, por fin encontró el lugar donde viven los Otros. Michael describe una aldea donde viven como animales, sin higiene, sin comodidades y casi sin ropa, aunque sabe que tienen otra escotilla y es posible que ahí es donde tengan a Walt. Michael ha regresado para obtener armas y la ayuda de sus amigos con la intención de planear una emboscada contra ellos, idea que seduce a Jack.
Hurley planea un pícnic sorpresa con Libby, aunque todo acaba siendo un pequeño desastre al no encontrar el camino.
Ana Lucía no está dispuesta a que se repita el incidente con Henry y por ello obtiene una pistola de Sawyer con la intención de matar al prisionero, ya que este no sirve para nada. Mientras tanto, Henry tiene sus propios planes, entre los que incluye liar un poco más la cabeza de Locke en su búsqueda de respuestas. Y es que, aunque Henry esté atado de pies y manos, aún tiene aliados próximos a él dispuestos a hacer su trabajo sucio.
Michael convencido por Los Otros, libera a Henry matando a Ana Lucía y, luego accidentalmente a Libby.

## Otros capítulos
- Capítulo anterior: S.O.S.
- Capítulo siguiente: ?